# Rolando Jorge Pires da Fonseca
Rolando Jorge Pires da Fonseca (São Vicente, 31 de agosto de 1985) es un futbolista caboverdiano nacionalizado portugués. Juega de defensa y actualmente se encuentra sin equipo.

## Trayectoria
Tras comenzar su carrera en las categorías inferiores del humilde Campomaiorense, Rolando terminó su formación en el Belenenses, equipo con el que debutó el 28 de agosto de 2004, jugando los 90 minutos y marcando un gol en la victoria por 3-0 ante el Marítimo. Tras esto, Rolando se convirtió en pieza clave en la defensa, apareciendo en todos los 30 partidos de la temporada 2007-08, en la que el club terminó en octavo lugar.
El 15 de abril de 2008, Rolando firmó con el Porto un contrato por 4 años. En su primera temporada, rápidamente se ganó la titularidad junto a Bruno Alves en la zaga, resignando al banco al veterano Pedro Emanuel. Sin embargo, no fue hasta la temporada 2010-11 cuando demostró su mejor nivel, pues conquistó la Liga, la Copa y la UEFA Europa League en una campaña espectacular del Porto.
El 30 de enero de 2013 fue cedido a préstamo con opción de compra al Napoli italiano, donde jugó siete partidos en la Serie A. Al término de la temporada volvió al Porto.
Finalmente, el 9 de agosto de 2013 se confirmó su fichaje por el FC Internazionale.

## Selección nacional
Aunque nació en Cabo Verde, Rolando se trasladó a Portugal a la edad de 14 años y se convirtió en ciudadano naturalizado en 2006, e inmediatamente empezó a jugar para la selección sub-21, con la que disputó la Eurocopa Sub-21 de 2007, realizada en Países Bajos.
Fue convocado para la Copa Mundial de Fútbol de 2010 con la absoluta, pero no jugó ningún partido.

### Participaciones en Copas del Mundo
| Mundial                        | Sede      | Resultado        | Partidos | Goles |
| ------------------------------ | --------- | ---------------- | -------- | ----- |
| Copa Mundial de Fútbol de 2010 | Sudáfrica | Octavos de final | 0        | 0     |

## Clubes
| Club                         | País     | Año       | Partidos | Goles |
| ---------------------------- | -------- | --------- | -------- | ----- |
| C. F. Os Belenenses          | Portugal | 2004-2008 | 109      | 9     |
| F. C. Porto                  | Portugal | 2008-2015 | 175      | 17    |
| S. S. C. Napoli (cedido)     | Italia   | 2013      | 9        | 0     |
| Inter de Milán (cedido)      | Italia   | 2013-2014 | 29       | 4     |
| R. S. C. Anderlecht (cedido) | Bélgica  | 2015      | 10       | 0     |
| Olympique de Marsella        | Francia  | 2015-2019 | 123      | 7     |
| S. C. Braga                  | Portugal | 2020-2022 | 16       | 1     |

## Palmarés

### Campeonatos nacionales
| Título                | Club        | País     | Año     |
| --------------------- | ----------- | -------- | ------- |
| Primeira Liga         | F. C. Porto | Portugal | 2008/09 |
| Copa de Portugal      | F. C. Porto | Portugal | 2008/09 |
| Supercopa de Portugal | F. C. Porto | Portugal | 2009    |
| Copa de Portugal      | F. C. Porto | Portugal | 2009/10 |
| Supercopa de Portugal | F. C. Porto | Portugal | 2010    |
| Primeira Liga         | F. C. Porto | Portugal | 2010/11 |
| Copa de Portugal      | F. C. Porto | Portugal | 2010/11 |
| Supercopa de Portugal | F. C. Porto | Portugal | 2011    |
| Primeira Liga         | F. C. Porto | Portugal | 2011/12 |
| Supercopa de Portugal | F. C. Porto | Portugal | 2012    |
| Primeira Liga         | F. C. Porto | Portugal | 2012/13 |

### Campeonatos internacionales
| Título                 | Club        | País     | Año     |
| ---------------------- | ----------- | -------- | ------- |
| Liga Europa de la UEFA | F. C. Porto | Portugal | 2010-11 |